# 中島出入口
中島出入口（なかじまでいりぐち）は、大阪府大阪市西淀川区の阪神高速道路5号湾岸線の出入口。天保山方面のみ出入口のあるハーフIC。
出口の本線からの分岐路は中島パーキングエリアと共用しており、またPAとの分岐後は内陸部に向けて高架道路が続く。高架途中に右側への分岐があり、右側標識には「5-04 中島 出口」、直進側標識には「国道2号 歌島橋」と書かれている。2つの出口はいずれも淀川通へ接続しており、国道43号・国道2号方面へ通じている。

## 料金所

### 中島料金所
- ブース数：2
  - ETC専用：1
  - ETC/一般：1

## 周辺
- 中島公園
- 中島工業団地
- 大野川緑陰道路
- 阪神なんば線 福駅・出来島駅
- 大阪中島公園都市
- 大阪府立西淀川高等学校

## 隣
阪神高速5号湾岸線
(5-03) 湾岸舞洲出入口 - 中島TB（廃止） - (5-04,5-05) 中島出入口 - 中島PA - (5-06) 尼崎東海岸出入口